# Macromitrium squarrosum
Macromitrium squarrosum là một loài Rêu trong họ Orthotrichaceae. Loài này được (Brid.) Müll. Hal. mô tả khoa học đầu tiên năm 1845.